# 猪切
猪切（いのししぎり）は、室町時代後期に作られたとされる日本刀（打刀）である。愛知県岡崎市にある三河武士のやかた家康館が収蔵する（所有は岡崎市）。

## 歴史
本作は室町時代後期に三河国で活躍した三河文珠派の藤原正真が作ったとされる打刀である。三河文珠派の正真は伊勢桑名の村正一派とつながりがあるとされており、天下三名槍の一つで知られる蜻蛉切も正真の作とされている。
猪切の名前の由来は、徳川家康第一の功臣として知られている酒井忠次が家康のお供で狩りに出たとき、猪が出没したのを忠次が本作で切り捨てたことに由来する。その後、忠次は茎（なかご、柄に収まる手に持つ部分）に金象嵌（きんぞうがん、金で銘文を嵌入した物）で「猪切」と入れたことからこの名前がついたものである。なお、本作は忠次の七男である松平甚三郎の家系であり、江戸時代後期には庄内藩の家老職を務めた酒井久重の家に伝来している。なお、鞘書には年代不詳ながら忠次の諡号である『先求院様』を入れて「先求院様御名誉の刀」と記されていた。現在は、岡崎市の所有物であり、同市にある三河武士のやかた家康館が収蔵している。

## 作風

### 刀身
刃長（はちょう、刃部分の長さ）は70.6センチメートル、反り（切先から鎺元まで直線を引いて直線から棟が一番離れている長さ）は1.9センチメートルある。茎（なかご、柄に収まる手に持つ部分）の差表（さしおもて）には「正真」銘が切られており、差裏（さしうら）には金象嵌で「猪切」と入っている。

### 用語解説
- 作風節のカッコ内解説および用語解説については、個別の出典が無い限り、刀剣春秋編集部『日本刀を嗜む』に準拠する。